# Bulbul becllarg cuadaurat
El bulbul becllarg cuadaurat (Hypsipetes affinis; syn: Thapsinillas affinis) és una espècie d'ocell de la família dels picnonòtids (Pycnonotidae). És endèmic de les illes Moluques, a Indonèsia. Els seus hàbitats principals són els boscos tropicals i subtropicals de frondoses humits de les terres baixes i de l'estatge montà, els jardins rurals i les àrees forestals fortament degradades. El seu estat de conservació es considera de risc mínim.